# Toro (pel·lícula)
Toro és una pel·lícula espanyola de 2016. Es tracta d'un thriller d'acció que és el segon llargmetratge del director Kike Maíllo. Els seus protagonistes són Mario Casas, Luis Tosar i José Sacristan. La pel·lícula es va estrenar el 22 d'abril de 2016, en el 19è Festival de Màlaga.
La producció ha estat a càrrec d'Apaches Entertainment, Atresmedia Cinema, Zircozine, Escandalo Films, Maestranza Films, Telefónica Studios i Ran Entertainment, en associació amb BMedia 2013-Back up Media.
Segons els seus productors, el guió barreja temes com el cinema negre, una història de flamenc, família, gánsters i traïció. El rodatge es va dur a terme durant 2015 a les províncies de Màlaga, Almeria i Pontevedra.

## Argument
La pel·lícula té lloc en 48 hores, a continuació de la sortida de Toro de la presó després d'haver complert una condemna de cinc anys. El exreclús tracta de refer la seva vida però no li resultarà fàcil.

## Repartiment
- Mario Casas: Toro
- Luis Tosar: López
- José Sacristan: Romano
- Claudia Canal: Diana
- Ingrid García Jonsson: Estel
- Nya de la Rossa: Isabelita

## Crítica
- "Calia esperar més d'aquest segon llargmetratge de Kike Maíllo, encara que és una pel·lícula que torna a deixar les portes obertes a un cineasta molt prometedor. (...) Puntuació: ★★ (sobre 5)"[4]
- "Un bon intent d'aproximació al cinema que aquells moters tranquils i toros salvatges feien en la dècada dels 70 (...) Puntuació: ★★★½ (sobre 5)"[5]
- "El film absorbeix les seves influències per retornar-nos una història de germans entranyable i naíf, rodada i muntada amb passió (...) Puntuació: ★★★★ (sobre 5)"[6]